# Coulanges-lès-Nevers
Coulanges-lès-Nevers – miejscowość i gmina we Francji, w regionie Burgundia-Franche-Comté, w departamencie Nièvre.

## Demografia
Według danych na rok 1990 gminę zamieszkiwały 3544 osoby, a gęstość zaludnienia wynosiła 328 osób/km² (wśród 2044 gmin Burgundii Coulanges-lès-Nevers plasuje się na 61. miejscu pod względem liczby ludności, natomiast pod względem powierzchni na miejscu 876.).